# Comuna Socond, Satu Mare
Socond (în maghiară: Nagyszokond, în germană: Grossokond) este o comună în județul Satu Mare, Transilvania, România, formată din satele Cuța, Hodișa, Socond (reședința), Soconzel și Stâna.

## Administrație
Comuna Socond este administrată de un primar și un consiliu local compus din 13 consilieri. Primarul, Mare Nicolae Cornea[*], de la Partidul Național Liberal, este în funcție din octombrie 2020. Începând cu alegerile locale din 2024, consiliul local are următoarea componență pe partide politice:
|  | Partid                    | Consilieri | Componența Consiliului | Componența Consiliului | Componența Consiliului | Componența Consiliului | Componența Consiliului | Componența Consiliului | Componența Consiliului | Componența Consiliului | Componența Consiliului | Componența Consiliului |
|  | ------------------------- | ---------- | ---------------------- | ---------------------- | ---------------------- | ---------------------- | ---------------------- | ---------------------- | ---------------------- | ---------------------- | ---------------------- | ---------------------- |
|  | Partidul Național Liberal | 10         |                        |                        |                        |                        |                        |                        |                        |                        |                        |                        |
|  | Partidul Social Democrat  | 3          |                        |                        |                        |                        |                        |                        |                        |                        |                        |                        |

Primarul comunei Socond în perioada 2008-2012 a fost Sava Ioan din partea PDL. Actualul primar al comunei este Crasnai Ioan din partea USL.

## Demografie
Componența etnică a comunei Socond
     Romi (50,74%)
     Români (39,81%)
     Alte etnii (0,69%)
     Necunoscută (8,76%)
Componența confesională a comunei Socond
     Ortodocși (44,44%)
     Penticostali (43,03%)
     Romano-catolici (2,71%)
     Alte religii (1,05%)
     Necunoscută (8,76%)
Conform recensământului efectuat în 2021, populația comunei Socond se ridică la 2.763 de locuitori, în creștere față de recensământul anterior din 2011, când fuseseră înregistrați 2.641 de locuitori. Majoritatea locuitorilor sunt romi (50,74%), cu o minoritate de români (39,81%), iar pentru 8,76% nu se cunoaște apartenența etnică. Din punct de vedere confesional, cei mai mulți locuitori sunt ortodocși (44,44%), cu minorități de penticostali (43,03%) și romano-catolici (2,71%), iar pentru 8,76% nu se cunoaște apartenența confesională.

## Atracții turistice
- Biserica de lemn din Soconzel
- Biserica de lemn din Stâna